# Place Tattegrain
La place Tattegrain est située dans l'ouest du 16e arrondissement  de Paris, proche de la porte de la Muette et du bois de Boulogne.

## Situation et accès
- Elle est desservie par la ligne C du RER à la gare de l'avenue Henri Martin.

## Origine du nom

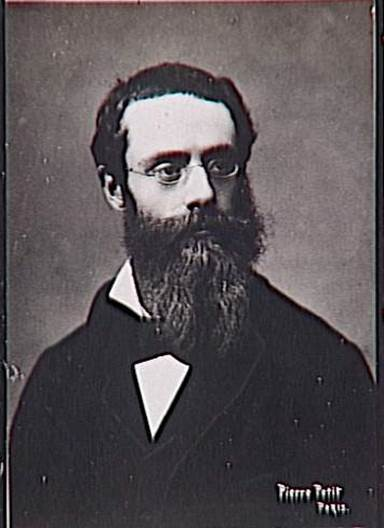
Le peintre Francis Tattegrain.

Elle porte le nom des frères Tattegrain, Georges Tattegrain (1845-1916), poète et sculpteur, et Francis Tattegrain (1852-1915), peintre.
À proximité de la place, au 74, rue de la Faisanderie se trouvait jusqu’en 1966 le musée Tattegrain, musée d’art privé et familial renfermant des œuvres des frères Tattegrain.

## Historique
La place est créée sur l'emprise d'une partie de l'avenue Henri-Martin et prend sa dénomination actuelle par arrêté du 25 octobre 1955.

## Bâtiments remarquables et lieux de mémoire
- No 14 : gare de l'avenue Henri-Martin, sur l'ancienne ligne de Petite Ceinture. Le bâtiment historique est de nos jours occupé par le restaurant Le Flandrin. L'actuel accès à la station ferroviaire (désormais raccordée à la ligne C du RER) se fait par une entrée latérale, boulevard Flandrin (à droite sur la photo ci-dessous).

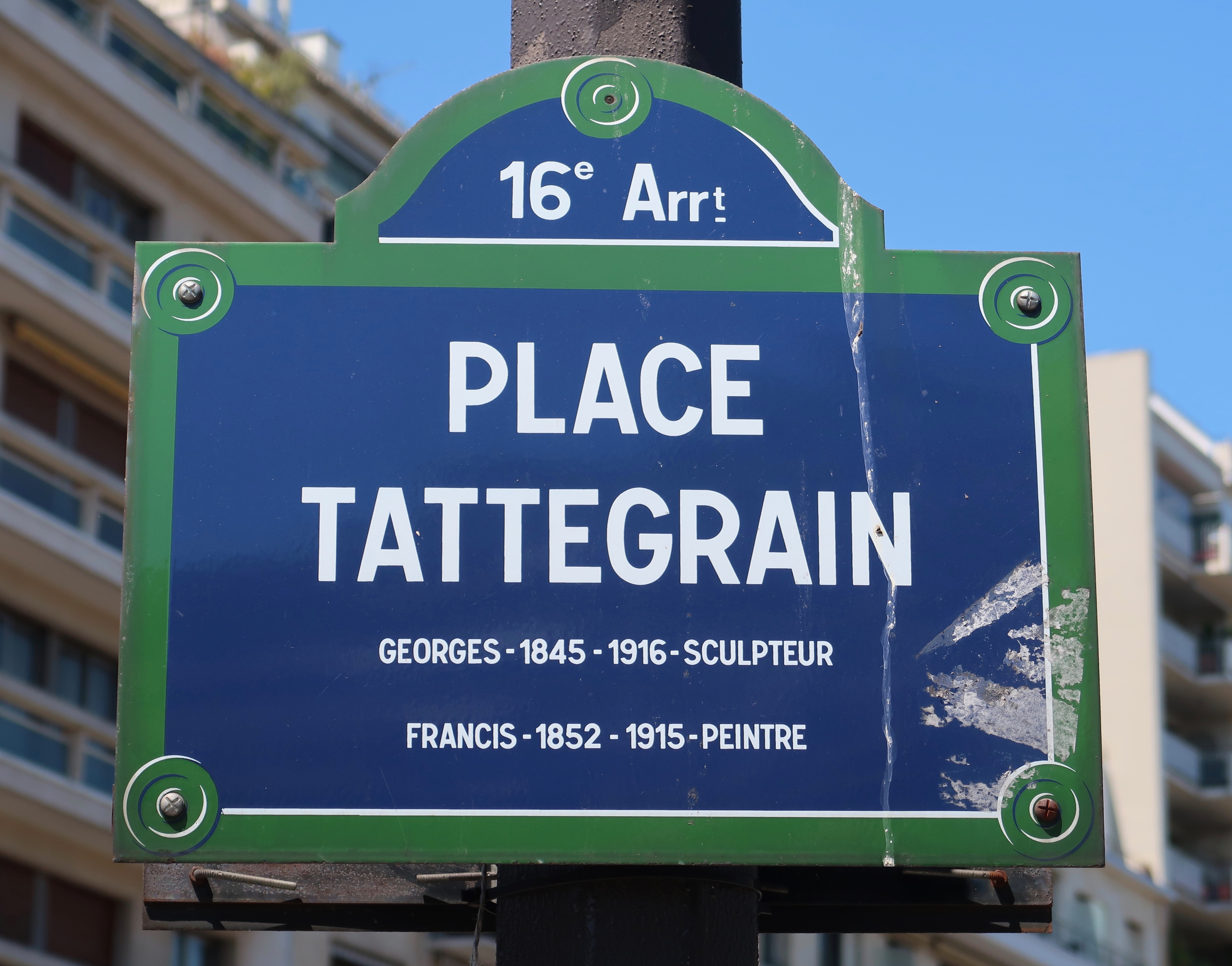
Plaque de rue.
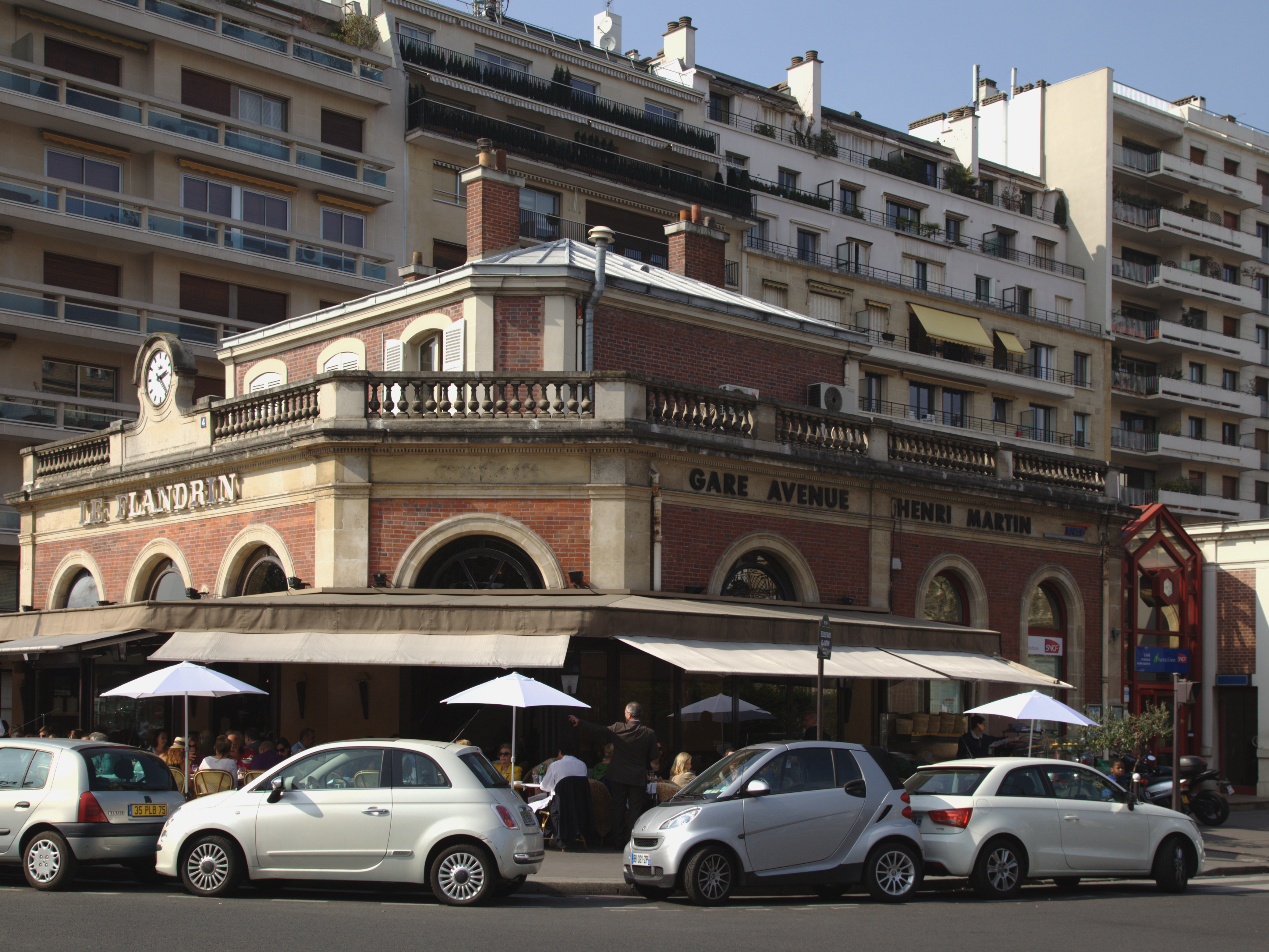
L'ancienne gare.
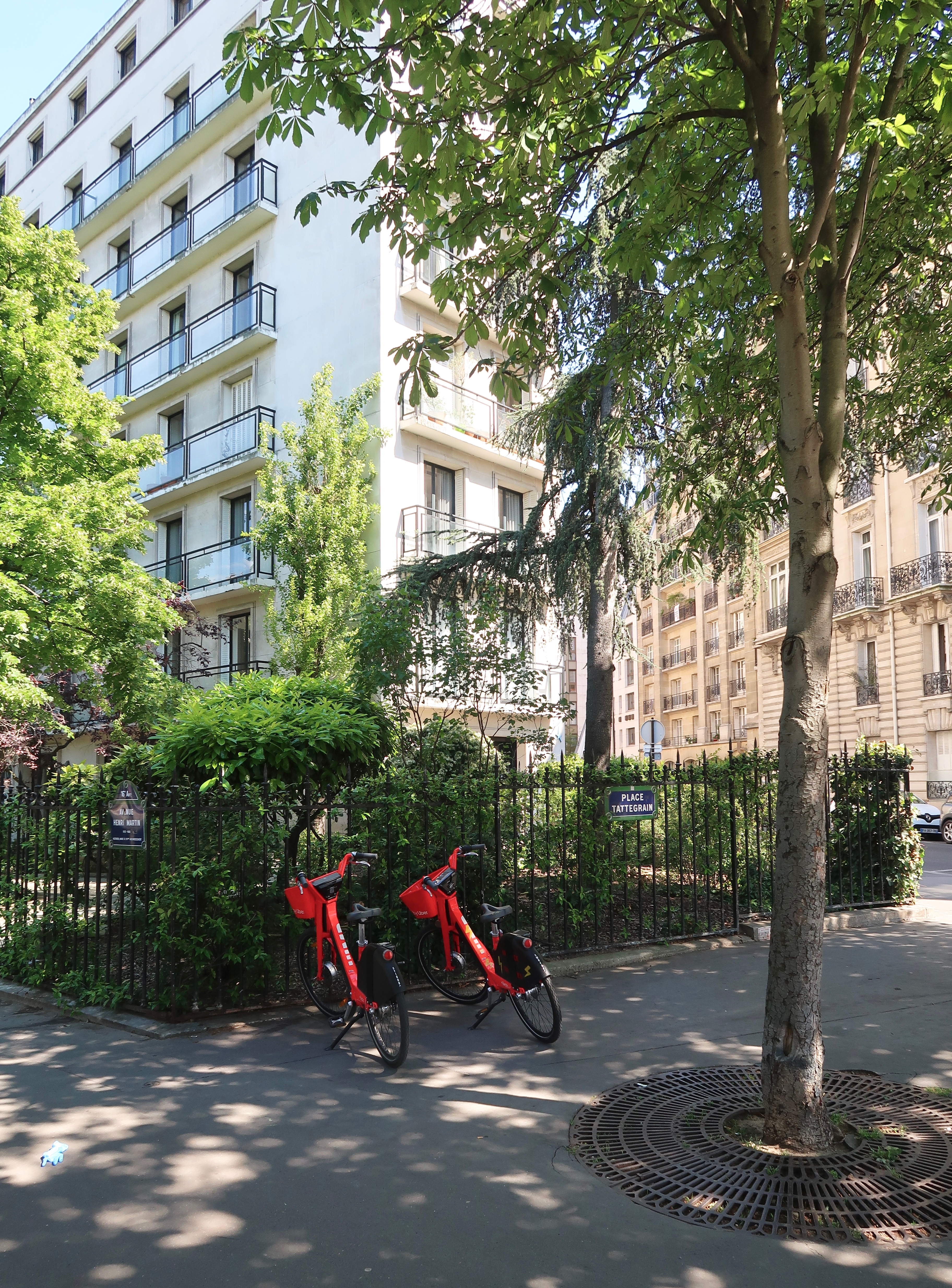
Croisement avec l'avenue Henri-Martin.
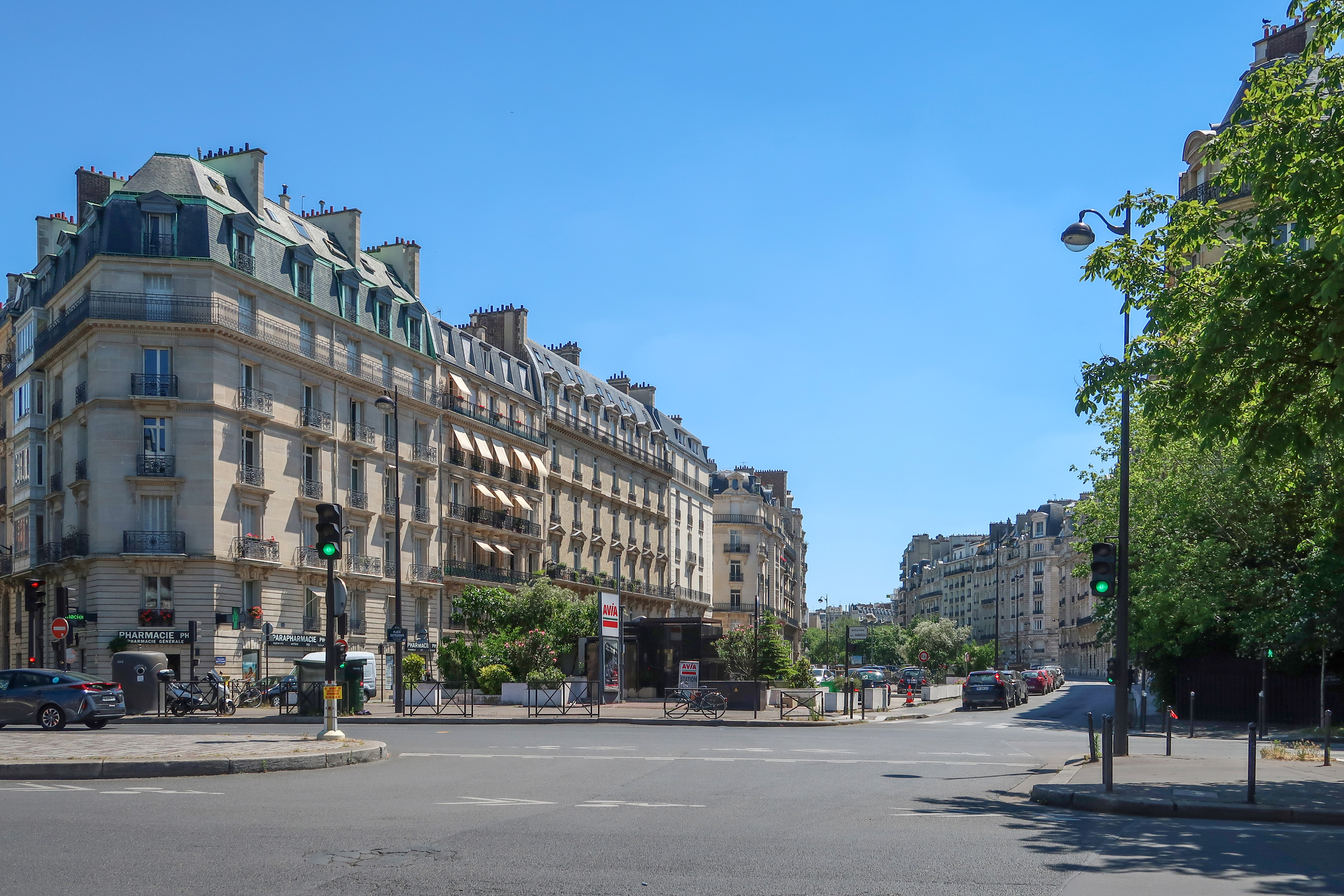
Côté sud vers le boulevard Jules-Sandeau.